# Blackcrowned
Brackcrowned je kompilacijski album švedskog black metal-sastava Marduk. Diskografska kuća Regain Records objavila ga je 25. veljače 2002. godine.

## Popis pjesama
| Disc 1 | Disc 1                                              | Disc 1   | Disc 1 | Disc 1 | Disc 1 | Disc 1 | Disc 1 | Disc 1 | Disc 1 |
| Br.    | Skladba                                             | Trajanje |        |        |        |        |        |        |        |
| ------ | --------------------------------------------------- | -------- | ------ | ------ | ------ | ------ | ------ | ------ | ------ |
| 1.     | »The Sun Turns Black as Night«                      | 2:57     |        |        |        |        |        |        |        |
| 2.     | »The Funeral Seemed to Be Endless«                  | 3:49     |        |        |        |        |        |        |        |
| 3.     | »Darkness Breeds Immortality«                       | 3:30     |        |        |        |        |        |        |        |
| 4.     | »A Sculpture of the Night«                          | 3:04     |        |        |        |        |        |        |        |
| 5.     | »Untrodden Paths (Wolves Part 2)«                   | 5:22     |        |        |        |        |        |        |        |
| 6.     | »The Sun Has Failed«                                | 5:19     |        |        |        |        |        |        |        |
| 7.     | »Deathride«                                         | 3:17     |        |        |        |        |        |        |        |
| 8.     | »Earth AD« (obrada Misfitsa)                        | 1:51     |        |        |        |        |        |        |        |
| 9.     | »Beyond the Grace of God«                           | 5:22     |        |        |        |        |        |        |        |
| 10.    | »Glorification«                                     | 4:07     |        |        |        |        |        |        |        |
| 11.    | »Black Tormentor / Shadow of Our Infernal King«     | 4:21     |        |        |        |        |        |        |        |
| 12.    | »Infernal Eternal / Towards the Land of the Damned« | 4:36     |        |        |        |        |        |        |        |
| 47:35  |                                                     |          |        |        |        |        |        |        |        |

| Disc 2 | Disc 2                                        | Disc 2   | Disc 2 | Disc 2 | Disc 2 | Disc 2 | Disc 2 | Disc 2 | Disc 2 |
| Br.    | Skladba                                       | Trajanje |        |        |        |        |        |        |        |
| ------ | --------------------------------------------- | -------- | ------ | ------ | ------ | ------ | ------ | ------ | ------ |
| 1.     | »Bloodletting«                                | 6:02     |        |        |        |        |        |        |        |
| 2.     | »Todeskessel Kurland«                         | 2:33     |        |        |        |        |        |        |        |
| 3.     | »Paint It Black« (obrada The Rolling Stonesa) | 3:14     |        |        |        |        |        |        |        |
| 4.     | »Macabre« (obrada Samhaina)                   | 2:20     |        |        |        |        |        |        |        |
| 5.     | »Baptism by Fire« (uživo)                     | 4:12     |        |        |        |        |        |        |        |
| 6.     | »Funeral Bitch« (uživo)                       | 4:00     |        |        |        |        |        |        |        |
| 7.     | »Dracole Wayda« (uživo)                       | 4:13     |        |        |        |        |        |        |        |
| 8.     | »Sulphur Souls«                               | 5:39     |        |        |        |        |        |        |        |
| 9.     | »Materialized in Stone«                       | 5:39     |        |        |        |        |        |        |        |
| 10.    | »Opus Nocturne«                               | 2:06     |        |        |        |        |        |        |        |
| 11.    | »Autumnal Reaper«                             | 2:54     |        |        |        |        |        |        |        |
| 12.    | »Samhain« (obrada Samhaina)                   | 1:31     |        |        |        |        |        |        |        |
| 13.    | »Hellchild« (obrada Venoma)                   | 2:58     |        |        |        |        |        |        |        |
| 47:21  |                                               |          |        |        |        |        |        |        |        |

| VHS   | VHS                            | VHS      | VHS | VHS | VHS | VHS | VHS | VHS | VHS |
| Br.   | Skladba                        | Trajanje |     |     |     |     |     |     |     |
| ----- | ------------------------------ | -------- | --- | --- | --- | --- | --- | --- | --- |
| 1.    | »Panzer Division Marduk«       | 4:30     |     |     |     |     |     |     |     |
| 2.    | »Burn My Coffin«               | 4:12     |     |     |     |     |     |     |     |
| 3.    | »Baptism by Fire«              | 3:33     |     |     |     |     |     |     |     |
| 4.    | »The Sun Turns Black as Night« | 2:46     |     |     |     |     |     |     |     |
| 5.    | »Wolves«                       | 5:16     |     |     |     |     |     |     |     |
| 6.    | »Holy Inquisition«             | 4:08     |     |     |     |     |     |     |     |
| 7.    | »Still Fucking Dead«           | 4:01     |     |     |     |     |     |     |     |
| 8.    | »Within the Abyss«             | 3:43     |     |     |     |     |     |     |     |
| 9.    | »Dark Endless«                 | 3:53     |     |     |     |     |     |     |     |
| 10.   | »The Sun Has Failed«           | 5:11     |     |     |     |     |     |     |     |
| 11.   | »Burn My Coffin«               | 5:01     |     |     |     |     |     |     |     |
| 12.   | »Materialized in Stone«        | 4:58     |     |     |     |     |     |     |     |
| 13.   | »The Black...«                 | 3:59     |     |     |     |     |     |     |     |
| 14.   | »Azrael«                       | 3:19     |     |     |     |     |     |     |     |
| 15.   | »Beyond the Grace of God«      | 3:14     |     |     |     |     |     |     |     |
| 16.   | »Those of the Unlight«         | 4:41     |     |     |     |     |     |     |     |
| 17.   | »Sulphur Souls«                | 6:15     |     |     |     |     |     |     |     |
| 72:40 |                                |          |     |     |     |     |     |     |     |

## Zasluge
Članovi sastava
- Andreas Axelsson – vokali
- Legion – vokali
- Morgan Steinmeyer Håkansson – gitara
- Magnus "Devo" Andersson – gitara
- B. War – bas-gitara
- Fredrik Andersson – bubnjevi
- Joakim Göthberg – bubnjevi, vokali